# Jerzy Michalewski

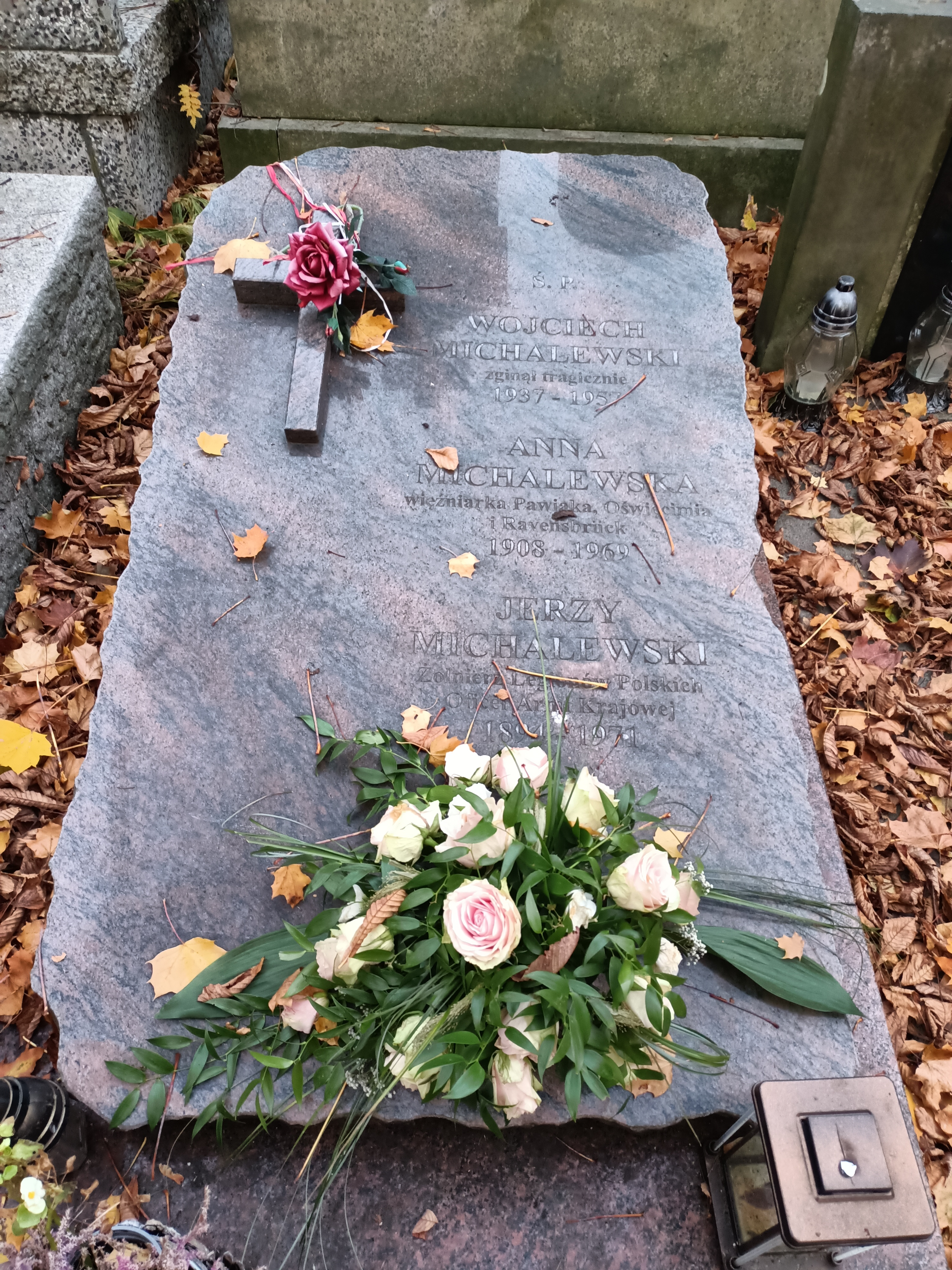
Grób Jerzego Michalewskiego na Cmentarzu Powązkowskim

Jerzy Michalewski – przybrane nazwiska Jerzy Dokładny, Jerzy Piotrowski, ps. „Barkowski”, „Dokładny”, „Jerzy Dokładny”, „Jerzy Grotowski”, „Heller”, „Jerzy”, „Piotrowski” (ur. 7 kwietnia 1894 w Krowince, zm. 1 sierpnia 1971 w Warszawie) – podpułkownik piechoty Wojska Polskiego, kawaler Orderu Virtuti Militari.

## Życiorys
Urodził się 7 kwietnia 1894 we wsi Krowinka, w ówczesnym powiecie trembowelskim Królestwa Galicji i Lodomerii, w rodzinie Konstantego, administratora dóbr i Kaliksty z Orlewiczów. W 1910 ukończył we Lwowie 6-klasową szkołę realną, a następnie studiował na Akademii Handlowej we Lwowie. Pracował od 1912 w Borysławiu jako urzędnik w przemyśle naftowym, a od 1913 należał tam do Związku Strzeleckiego. Służył od sierpnia 1914 w 1 kompanii 1 pułku piechoty Legionów. 24 października 1915 został ciężko ranny w płuca uczestnicząc w bitwie pod Kuklami i musiał się leczyć do marca 1916 w szpitalu. 5 lipca był znowu ranny w Bitwie pod Kostiuchnówką. W okresie luty – kwiecień 1917 ukończył w Zambrowie i Pomiechówku kurs oficerski. W lipcu w okresie kryzysu przysięgowego jako niezdolny do służby wojskowej zwolniono Jerzego z Legionów. Powrócił do pracy od października 1917 w Borysławiu w przemyśle naftowym, który został zmilitaryzowany przez Austrię. 
Jako ochotnik pełnił służbę od listopada 1918 w Wojsku Polskim. W okresie grudzień 1918 − styczeń 1919 był uczestnikiem kursu oficerów gospodarczych przy DOG I Warszawa, a po jego ukończeniu został przydzielony do Magazynu Mundurowego Intendentury DOG I. W listopadzie 1919 mianowany kierownikiem tegoż magazynu, który przemianowano w kwietniu 1920 na Wojskowe Okręgowe Zakłady Mundurowe. We wrześniu 1922 został zwolniony do rezerwy otrzymując w 1930 kategorię „D”, a w 1931 przeniesiony do pospolitego ruszenia. Złożył końcowe egzaminy jeszcze przed zwolnieniem z wojska uzyskując dyplom Akademii Handlowej. Od 1922 w Wejherowie rozpoczął pracę w Towarzystwie Kąpieli Morskich, które zajmowało się wykupywaniem dla Rządu RP terenów torfowych, na których miały powstać baseny portu gdyńskiego. Od 1927 był kierownikiem ekspedycji węgla w firmie „Elibor”. Był od 1931 sekretarzem generalnym, a następnie dyrektorem Związku Ekspedytorów Portowych w Gdyni i w tymże roku kierował jednocześnie Związkiem Przedstawicieli Koncernów Węglowych, a od 1935 Związkiem Przedsiębiorstw Przemysłu Portowego i Magazynów Portowych. Był również członkiem Państwowej Rady Komunikacyjnej, ekspertem Rady Portowej przy dyrektorze Urzędu Morskiego, radnym miejskim w Gdyni. W 1933 jego zasługą stało się m.in. uchwalenie „karty robotnika portowego”. W 1937 otrzymał propozycję objęcia stanowiska Komisarza Rządu w Gdyni, ale ją odrzucił, a w 1938 propozycję kandydowania w wyborach do Sejmu RP. Mianowany został w 1939 komisarzem ds. przewozu metali kolorowych drogą morską.
Z powodu odcięcia od macierzystego DOK VIII Toruń nie został powołany do WP, a podczas kampanii wrześniowej 1939 był w Gdyni komendantem Straży Obywatelskiej. 22 listopada po otrzymaniu potrzebnych dokumentów przy pomocy konsula Włoch, wyjechał i jadąc przez Niemcy i Włochy przybył 5 grudnia 1939 do Paryża, a w dniu następnym złożył w Urzędzie Rady Ministrów relację o nastrojach społeczeństwa i pierwszych zarządzeniach okupanta w Gdyni. Po przybyciu do Paryża wyraził gotowość natychmiastowego powrotu do kraju jako emisariusz władz polskich. Już 5 grudnia był zaprzysiężony na rotę ZWZ, a 21 grudnia po odprawieniu przez premiera gen. Władysława Sikorskiego i Komendanta Głównego ZWZ, gen. Kazimierza Sosnkowskiego oraz 22 grudnia ministra Stanisława Kota, 24 grudnia wyruszył z Władysławem Gieysztorem, jadąc przez Rzym i Budapeszt do kraju jako kurier i emisariusz. 4 lub 5 stycznia 1940 dotarł do Warszawy z dokumentami na nazwisko Jerzy Dokładny. Dokumenty miał przekazać i powrócić do Paryża po odbyciu rozmów, ale na jego prośbę Rowecki postanowił „ob. Dokładnego zatrzymać do pracy na terenie Obszaru Nr 5”. Został „dla nawiązania łączności i zbadania warunków pracy” wysłany w końcu stycznia lub na początku lutego do Poznania, a po powrocie do Warszawy nadal pełnił funkcję zastępcy mjr. Antoniego Sanojcy. Pełnił obowiązki od lipca do grudnia 1940 roku szefa Oddziału I KG ZWZ. Przeprowadził rozmowy polityczne m.in. z Maciejem Ratajem, Stefanem Korbońskim, Kazimierzem Pużakiem, Leonem Nowodworskim, Ryszardem Świętochowskim, natomiast prowadził już z ramienia KG ZWZ pertraktacje w sprawie scalenia m.in. z mjr. Janem Włodarkiewiczem (TAP), Jerzym Braunem („Unia”), Stefanem Witkowskim („Muszkieterowie”), Stefanem Szwedowskim (Związek Syndykalistów Polskich), Kiryłem Sosnowskim („Ojczyzna”), Stanisławem Kasznicą (Związek Jaszczurczy). Formalnie był w Centrali Zaopatrzenia w Węgiel Polskich Pracowników urzędnikiem, a później zajmował się handlem opałem jako Jerzy Piotrowski. 
Pełniąc obowiązki szefa Oddziału I KG ZWZ od czerwca 1940 był łącznikiem między Komendantem Głównym ZWZ, gen. Roweckim a przybyłym wówczas do Warszawy Tymczasowym Delegatem Rządu, płk. Janem Skorobohatym-Jakubowskim. W nowo utworzonej Delegaturze Rządu RP na Kraj od grudnia 1940 jej sekretarz generalny mający pseudonim „Piotrowski” i „Barkowski”, a według innych źródeł również szef działu finansowego. Do chwili ustąpienia Cyryla Ratajskiego ze stanowiska Delegata Rządu, we wrześniu 1942 pracował w Delegaturze. Rozkazem L. 65/BP z 11 listopada tego roku mianowany majorem rezerwy i od tego miesiąca, aż do zakończenia powstania warszawskiego zastępca ppor. Ludwika Muzyczki. Od listopada 1942 był jednocześnie łącznikiem dowódcy AK do Kierownictwa Walki Cywilnej, którą pełnił do czasu utworzenia w lipcu 1943 Kierownictwa Walki Podziemnej. Kiedy powstanie warszawskie upadło, opuścił miasto razem z ludnością cywilną. Od listopada 1944 do stycznia 1945 był dyrektorem Departamentu Obrony Narodowej w Delegaturze Rządu RP na Kraj i wówczas mianowany podpułkownikiem rezerwy. Od września 1945 zastępca dyrektora Głównego Urzędu Morskiego w Gdańsku. 
4 listopada 1947 został aresztowany i wyrokiem Rejonowego Sądu Wojskowego w Warszawie z 24 września 1948 skazany na 3 lata więzienia. Kiedy 5 listopada 1950 został zwolniony, pracował w Zjednoczeniu Robót Zmechanizowanych w Warszawie. Zrehabilitowany Wyrokiem Sądu Najwyższego z 22 maja 1958. 
Zmarł w Warszawie 1 sierpnia 1971. Pochowany na Cmentarzu Powązkowskim w Warszawie (kwatera 202-2-7).

## Awanse
- kapitan – 1919
- major – 11 listopada 1942
- podpułkownik – 1945

## Ordery i odznaczenia
- Krzyż Srebrny Orderu Wojskowego Virtuti Militari nr 7111 – 17 maja 1922[12][1]
- Krzyż Niepodległości – 24 października 1931[13][14]
- Złoty Krzyż Zasługi – 11 listopada 1937[15]
- Srebrny Krzyż Zasługi – 10 listopada 1933[16]
- Krzyż Armii Krajowej
- Złota Odznaka honorowa „Zasłużony Pracownik Morza” – 1960